# Base Presidente Pedro Aguirre Cerda

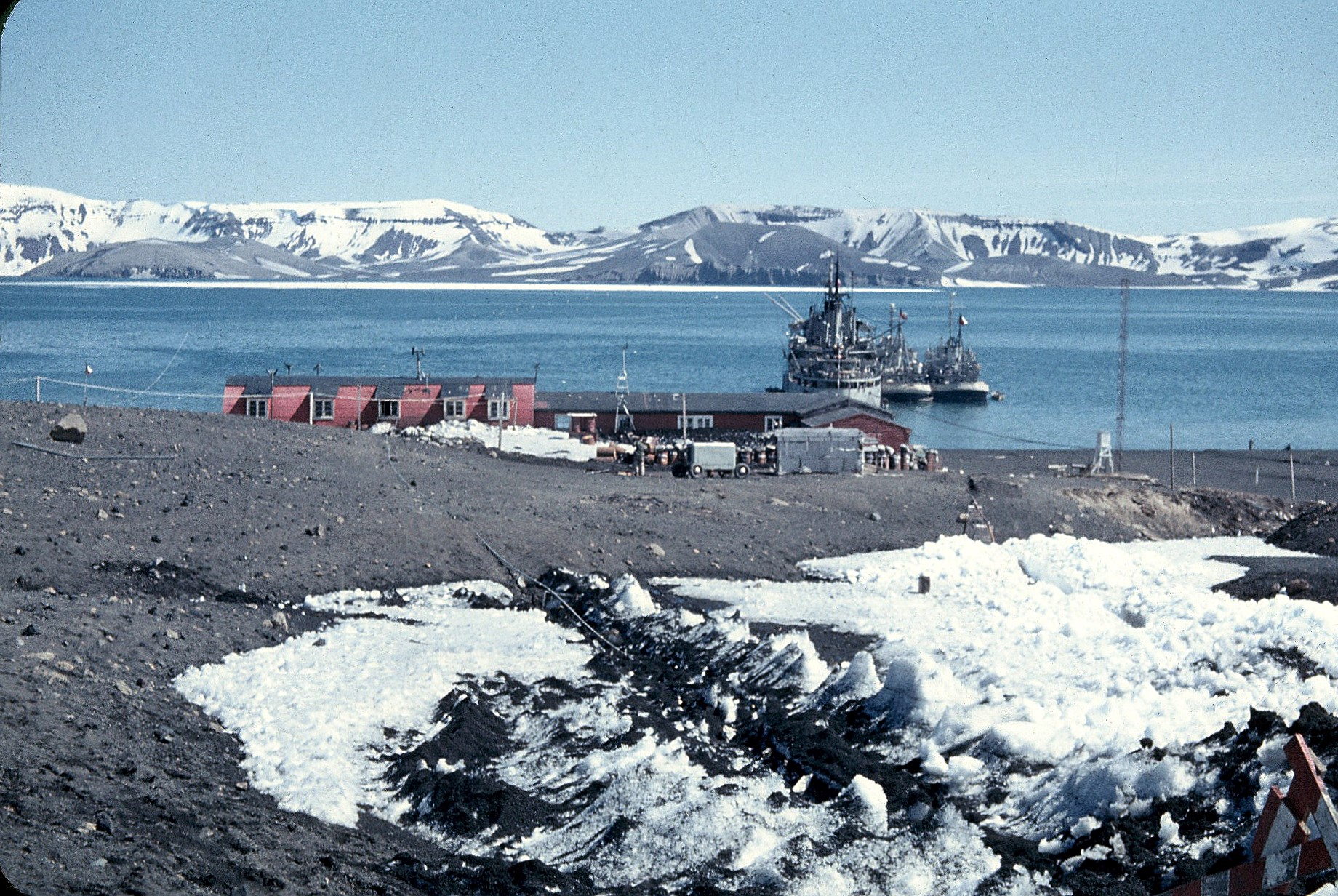
Base Pedro Aguirre Cerda en 1957.

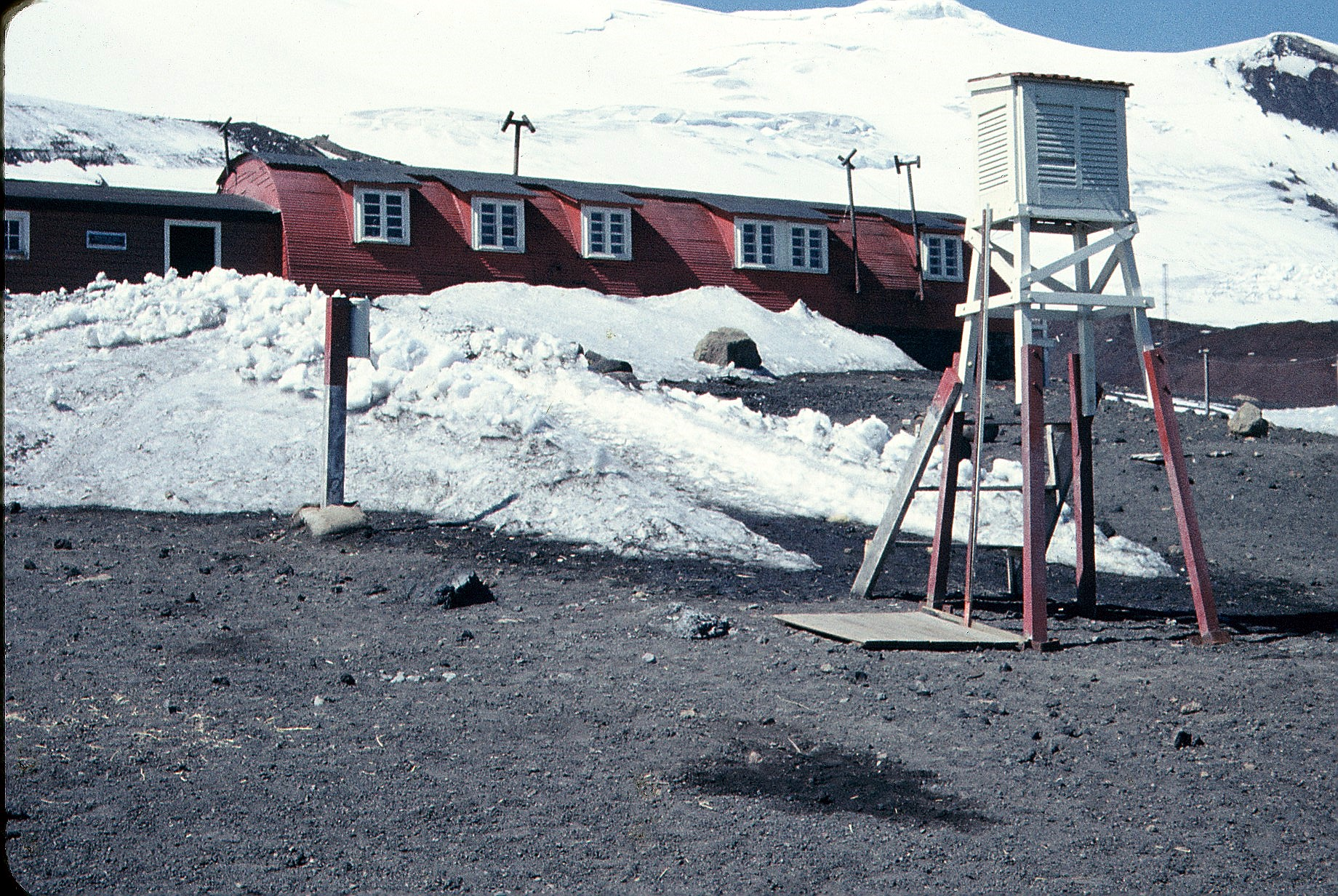
Base Pedro Aguirre Cerda en 1958.

La Base Presidente Pedro Aguirre Cerda fue una base antártica de Chile que actualmente se encuentra en ruinas. Se ubica en la caleta Péndulo de la isla Decepción en las islas Shetland del Sur.
Fue inaugurada durante la 9a Campaña antártica de Chile, el 12 de febrero de 1955 por el ministro de defensa de Chile Tobías Barros Ortiz, durante la comisión del comodoro Jorge Gándara y estuvo a cargo de la Fuerza Aérea de Chile. Se le había designado a la base primeramente con el nombre del entonces presidente Carlos Ibáñez del Campo, pero luego de la inauguración él dispuso el nombre del exmandatario Aguirre Cerda, en gratitud a su disposición del decreto supremo que delimitó el Territorio Chileno Antártico en 1940.
En ella se efectuaron investigaciones de vulcanología, climatología y meteorología. Desde 1965 funcionó una oficina de previsión del tiempo, para mantener la seguridad meteorológica a nivel nacional e internacional.
Su funcionamiento terminó violenta y definitivamente el 4 de diciembre de 1967 cuando una erupción volcánica destruyó la base. Debió ser abandonada, evacuando a los 16 hombres que conformaban su dotación. Hoy es posible apreciar las ruinas. Nuevas erupciones volcánicas en 1969 y 1970 volvieron a afectar las estructuras de la base.
Las ruinas de la base, incluyendo su centro meteorológico y vulcanológico, fue declarado en 2001 Sitio y Monumento Histórico de la Antártida N°. 76 bajo el Tratado Antártico, a propuesta y conservación de Chile.
El Refugio Cabo Héctor Gutiérrez Vargas, nombrado en memoria del cabo de aviación que falleció el 30 de diciembre de 1955 en la Base Pedro Aguirre Cerda, fue inaugurado el 12 de febrero de 1956 en la ensenada Buen Tiempo cerca de la base para usarlo en caso de incendio.